# Drapeau du Tadjikistan
Le drapeau du Tadjikistan est le drapeau national de la république du Tadjikistan. Adopté en novembre 1992, il est le dernier de toutes les anciennes républiques soviétiques à avoir été dévoilé. Le point commun entre ce drapeau et celui de la république soviétique du Tadjikistan est le choix des couleurs : rouge, blanc et vert. Le symbole au milieu de la bande blanche, qui est deux fois plus large que les bandes rouge et verte, est une couronne entourée de sept étoiles.
Quand le drapeau tadjik fut introduit, peu d'informations ont été données concernant le choix des couleurs et des symboles. On sait maintenant que, si l'on doit donner une signification au drapeau, le rouge représente l'unité de la nation, le blanc représente le coton et le vert représente la nature du pays.
La langue et la culture tadjikes sont liées à celles de l'Iran et l'on peut voir que les couleurs du drapeau tadjik trouvent aussi leur inspiration dans le drapeau de l'Iran.

Drapeau du Tadjikistan entre 1953 et 1991.
Drapeau du Tadjikistan entre 1991 et 1992.